# Lésion du ligament croisé antérieur
 Mise en garde médicale
Une lésion du ligament croisé antérieur se produit lorsque le ligament croisé antérieur  est étiré, partiellement déchiré ou complètement déchiré. La blessure la plus courante est une déchirure complète.

## Symptômes
Les symptômes comprennent la douleur, un bruit sec lors d’une blessure, une instabilité du genou et un gonflement des articulations. Le gonflement apparaît généralement dans les quelques heures qui suivent. Dans environ 50 pour cent des cas, d’autres structures du genou telles que les ligaments environnants, le cartilage ou le ménisque sont endommagées.

## Pathogénèse
Le mécanisme sous-jacent implique souvent un changement rapide de direction, un arrêt soudain, un atterrissage après un saut ou un contact direct avec le genou. Elle est plus fréquente chez les athlètes, en particulier ceux qui pratiquent le ski alpin, le football , le football américain ou le basket-ball.

## Diagnostic
Le diagnostic est généralement établi par un examen physique et est parfois confirmé par une imagerie par résonance magnétique. L'examen physique révèle souvent une sensibilité autour de l'articulation du genou, une réduction de l'amplitude du mouvement du genou et un relâchement accru de l'articulation.

## Prévention
La prévention passe par l’entraînement neuromusculaire et le renforcement du tronc,.

## Traitement

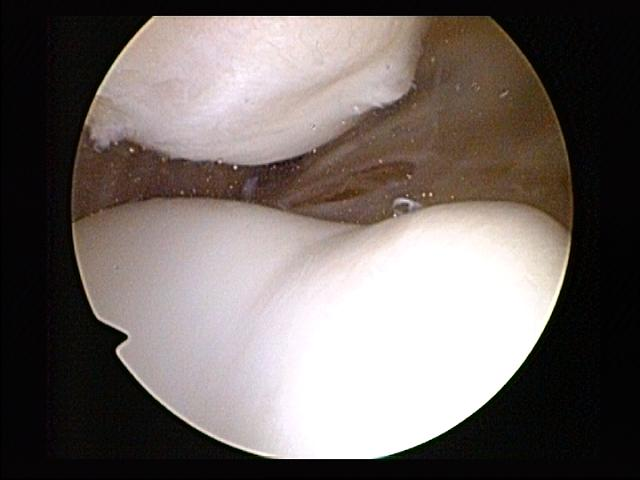
Arthroscopique

Les recommandations de traitement dépendent du niveau d’activité souhaité. Chez les personnes présentant un faible niveau d’activité future, une prise en charge non chirurgicale, comprenant un corset et une physiothérapie, peut être suffisante.
Chez les personnes ayant un niveau d’activité élevé, une réparation chirurgicale par reconstruction arthroscopique du ligament croisé antérieur est souvent recommandée.
Il s’agit d’un remplacement par un tendon prélevé sur une autre zone du corps ou sur un cadavre . Après la chirurgie, la rééducation consiste à élargir lentement l’amplitude de mouvement de l’articulation et à renforcer les muscles autour du genou.

## Prévalence
Environ 200 000 personnes sont touchées chaque année aux États-Unis. Dans certains sports, les femmes présentent un risque plus élevé de blessure du LCA, tandis que dans d’autres, les deux sexes sont également touchés,. Bien que les adultes présentant une déchirure complète aient un taux plus élevé d’arthrose du genou, la stratégie de traitement ne semble pas modifier ce risque.